# Estación San Antonio de Padua
San Antonio de Padua (también llamada simplemente Padua) es una estación ferroviaria ubicada en la ciudad del mismo nombre, en el partido de Merlo, Provincia de Buenos Aires, Argentina.

## Servicios
Forma parte del Ferrocarril Sarmiento en el ramal que presta servicio entre las estaciones Once y Moreno.

## Ubicación e Infraestructura
Se encuentra ubicada sobre la Av. Presidente Juan D. Perón al 23.800 entre la calle Noguera y la avenida Echeverría.
Posee un andén central con tres accesos.
Sus tres entradas son:
- En el extremo este, a través de un puente peatonal uniendo las calles 12 de Octubre y Echevería.

- En el sector central por medio de un puente peatonal que une la estación con los lados norte y sur a la altura de las calles Zárate y Directorio.

- Y la otra entrada a través del paso a nivel de las calles Noguera y Sullivan.

## Historia
Se inauguró el 1 de abril de 1923 con el nombre de Parada del Golf, nombre que tomaba por la cercanía con el Ituzaingó Golf Club.
Pertenecía al Ferrocarril Oeste de Buenos Aires de la compañía inglesa Buenos Aires Western Railway.
Un hecho destacable de la historia de Argentina se produjo en las inmediaciones de la estación Padua el 22 de septiembre de 1962. Aquel día, como un episodio del enfrentamiento entre las dos facciones en que se dividieron las Fuerzas Armadas de Argentina luego del derrocamiento de Juan Perón, conocidas como azules y colorados, una formación de tren que llevaba pasajeros y fuerzas coloradas fue acribillada por un avión gloster meteor perteneciente a la facción de los azules, una acción que dejó muertos y heridos.
En 2016 se finalizó el proceso de remodelación  total en el marco de inversiones a la Línea Sarmiento encarado por el Ministerio del Interior y Transporte el cual fue iniciado en el año 2012.

## Galería fotográfica

Fotografías antiguas
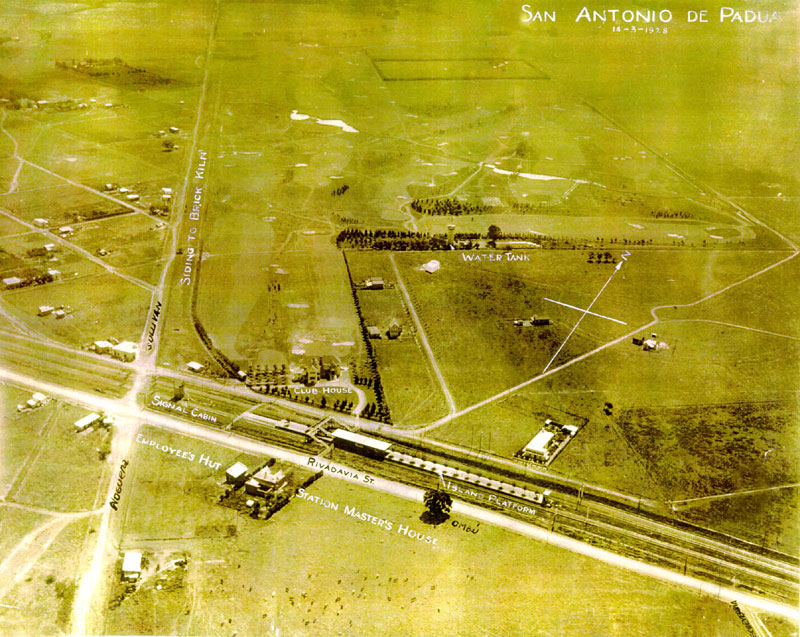
Vista aérea de 1928
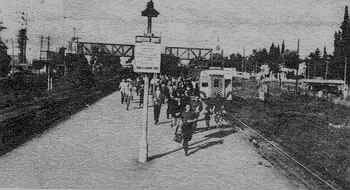
Estación Padua en 1950
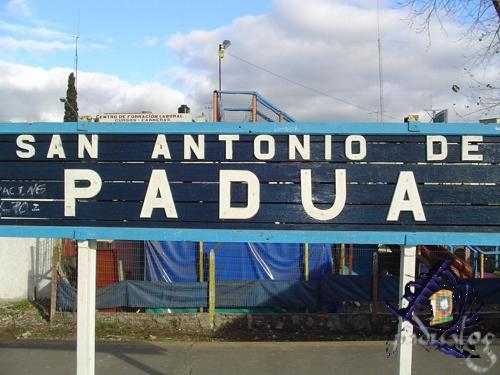
Cartel de identificación en el año 2005
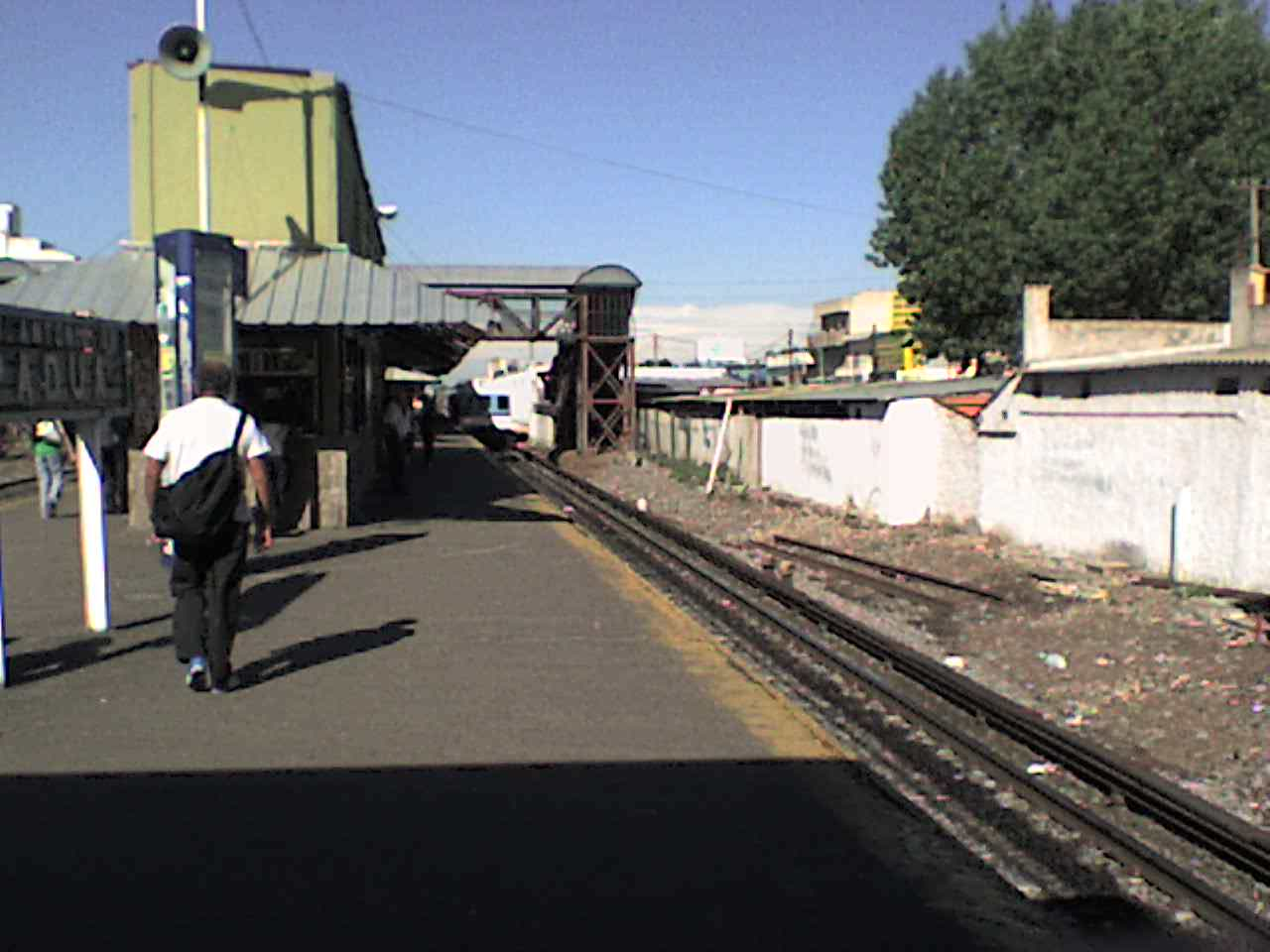
Andén central en el año 2008
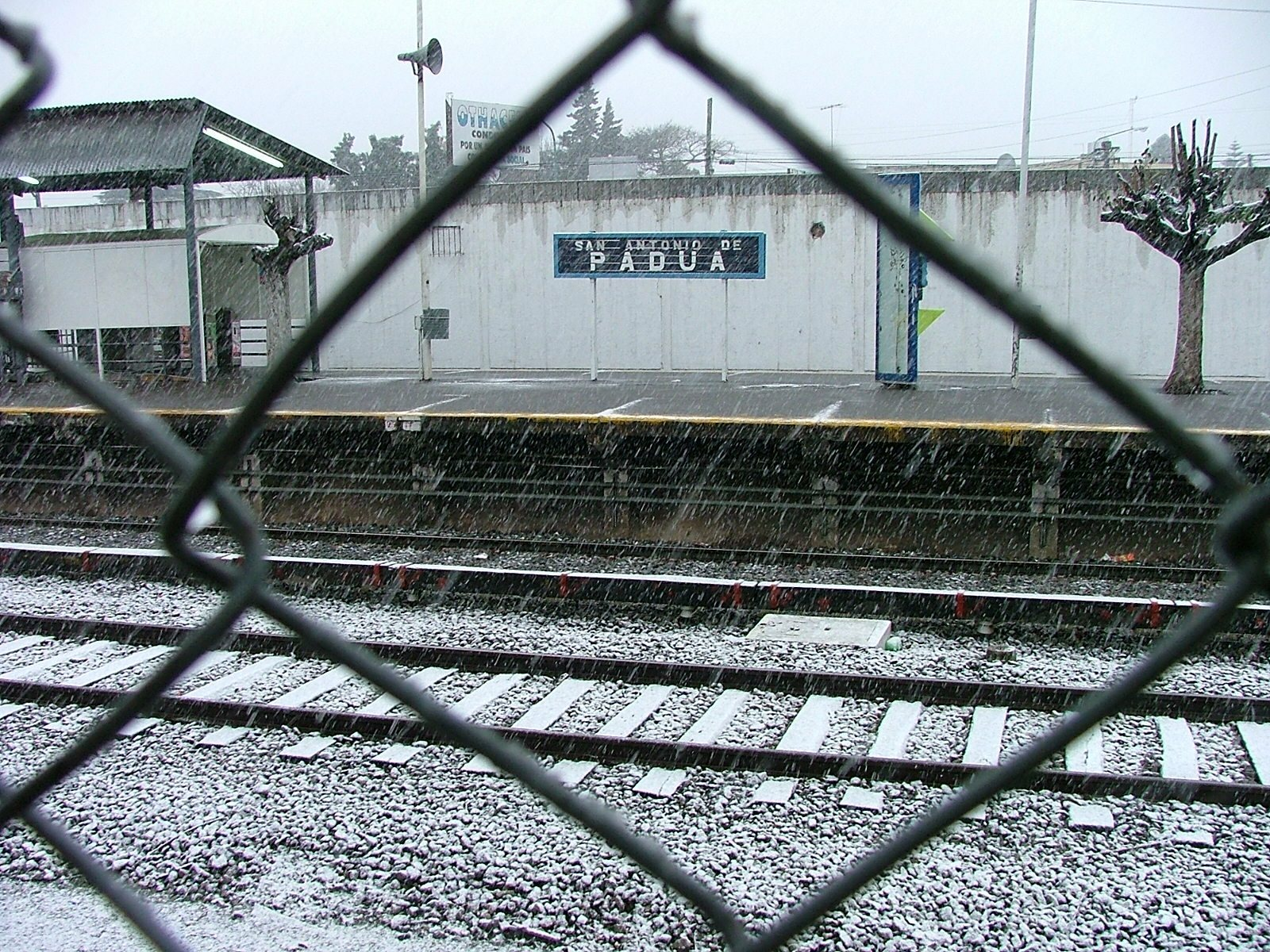
Nevada del año 2007

Fotografías actuales
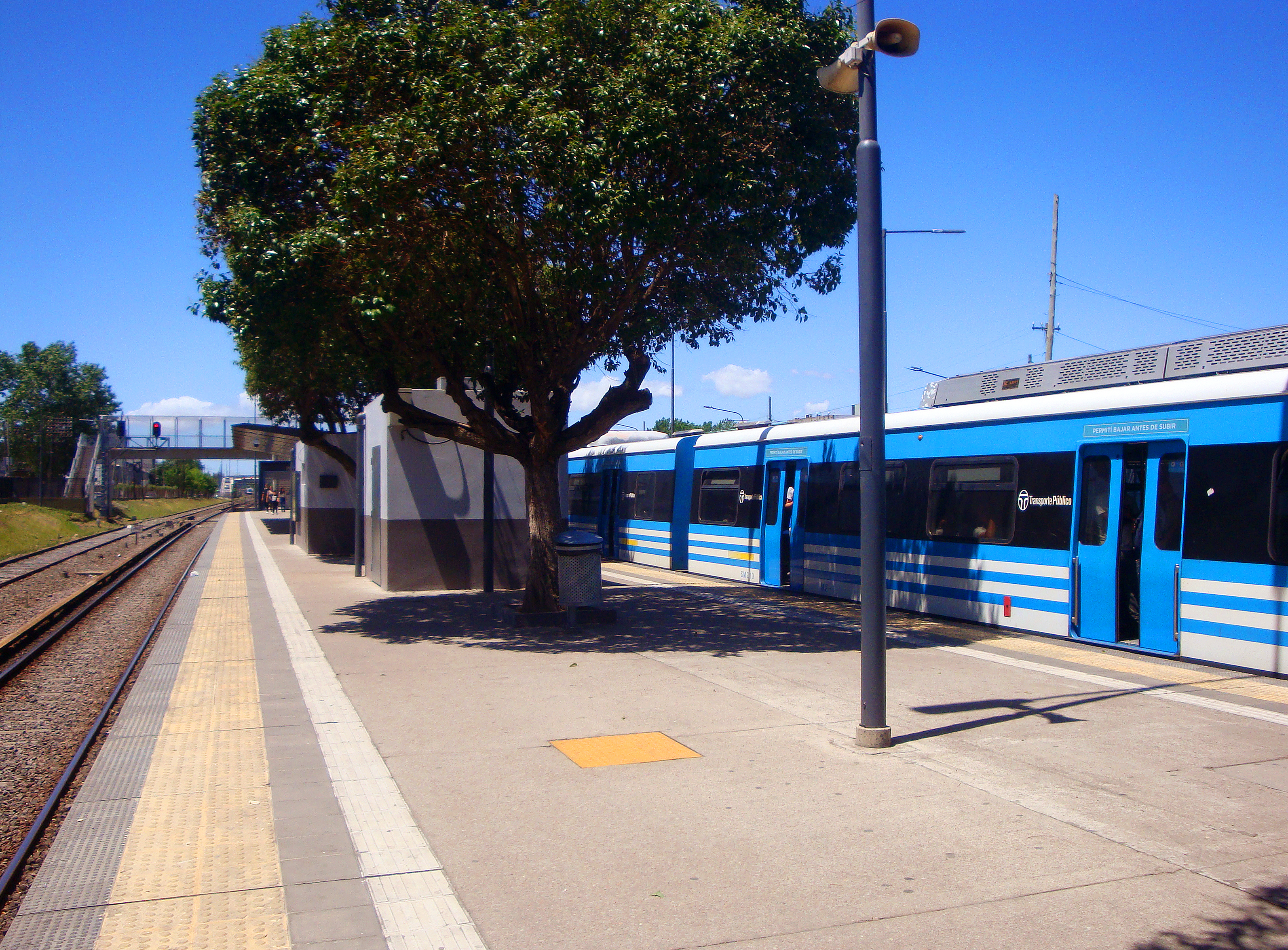
Vista del andén central
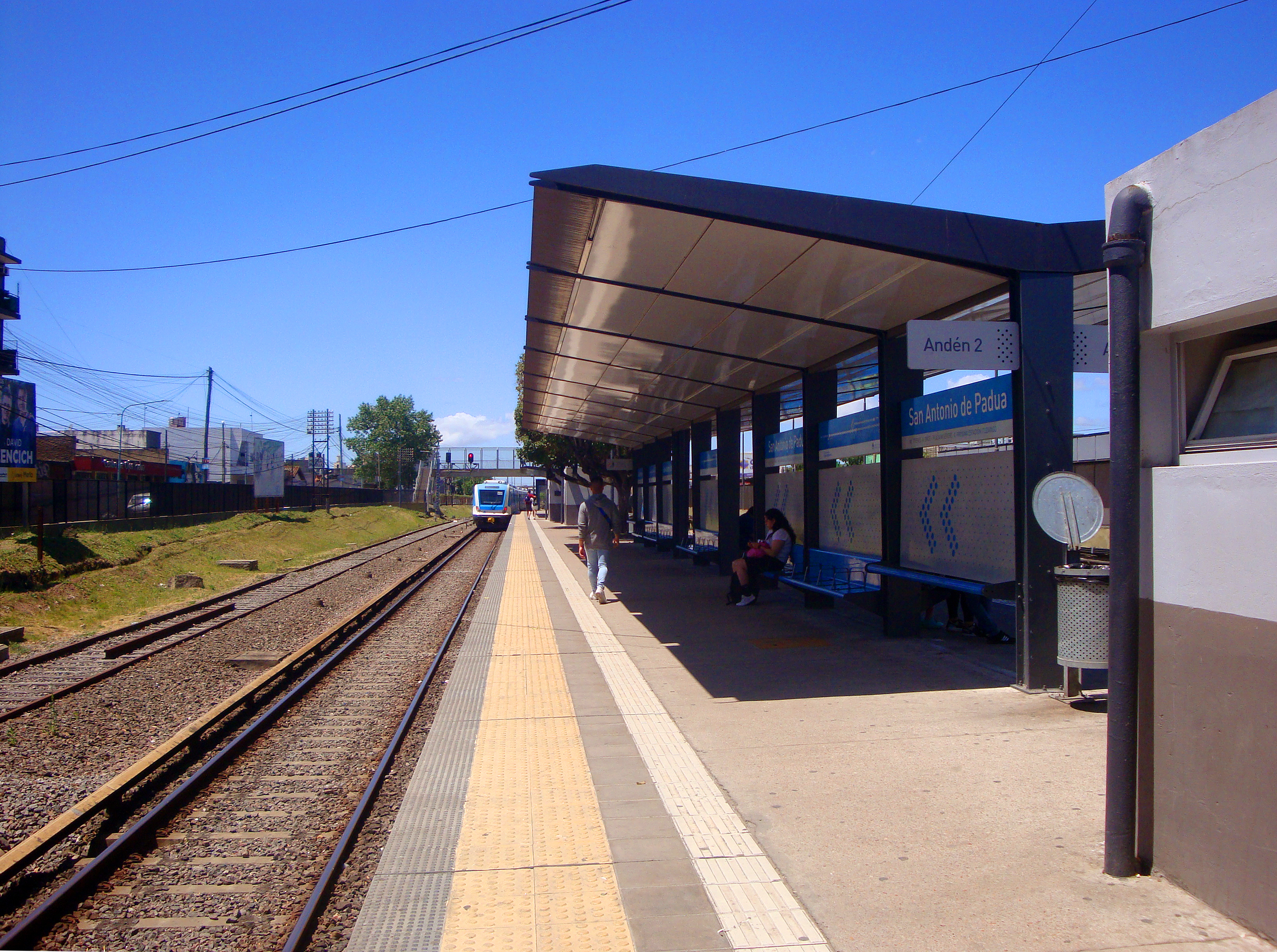
Lado en dirección a Once
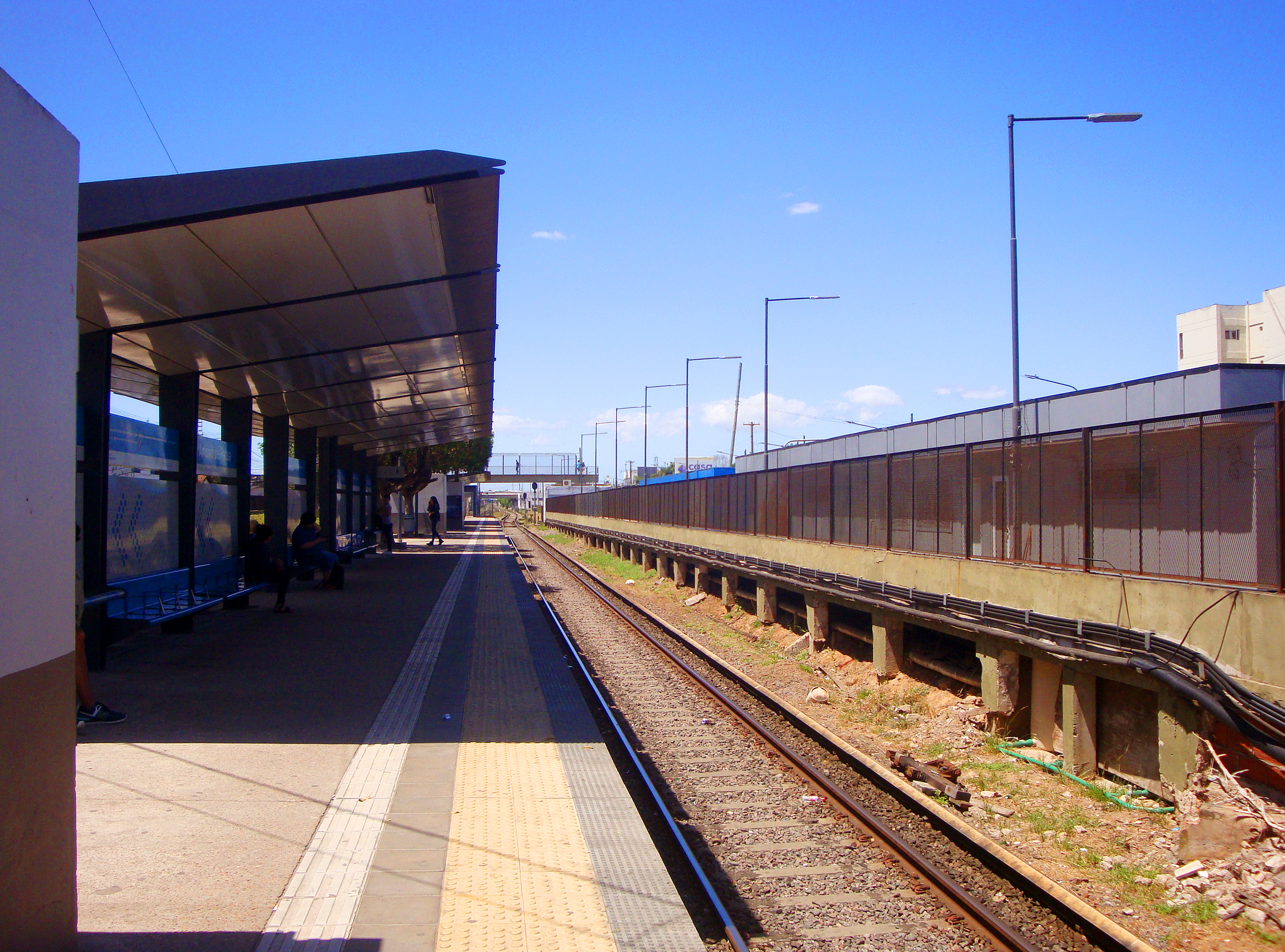
Lado en dirección a Moreno
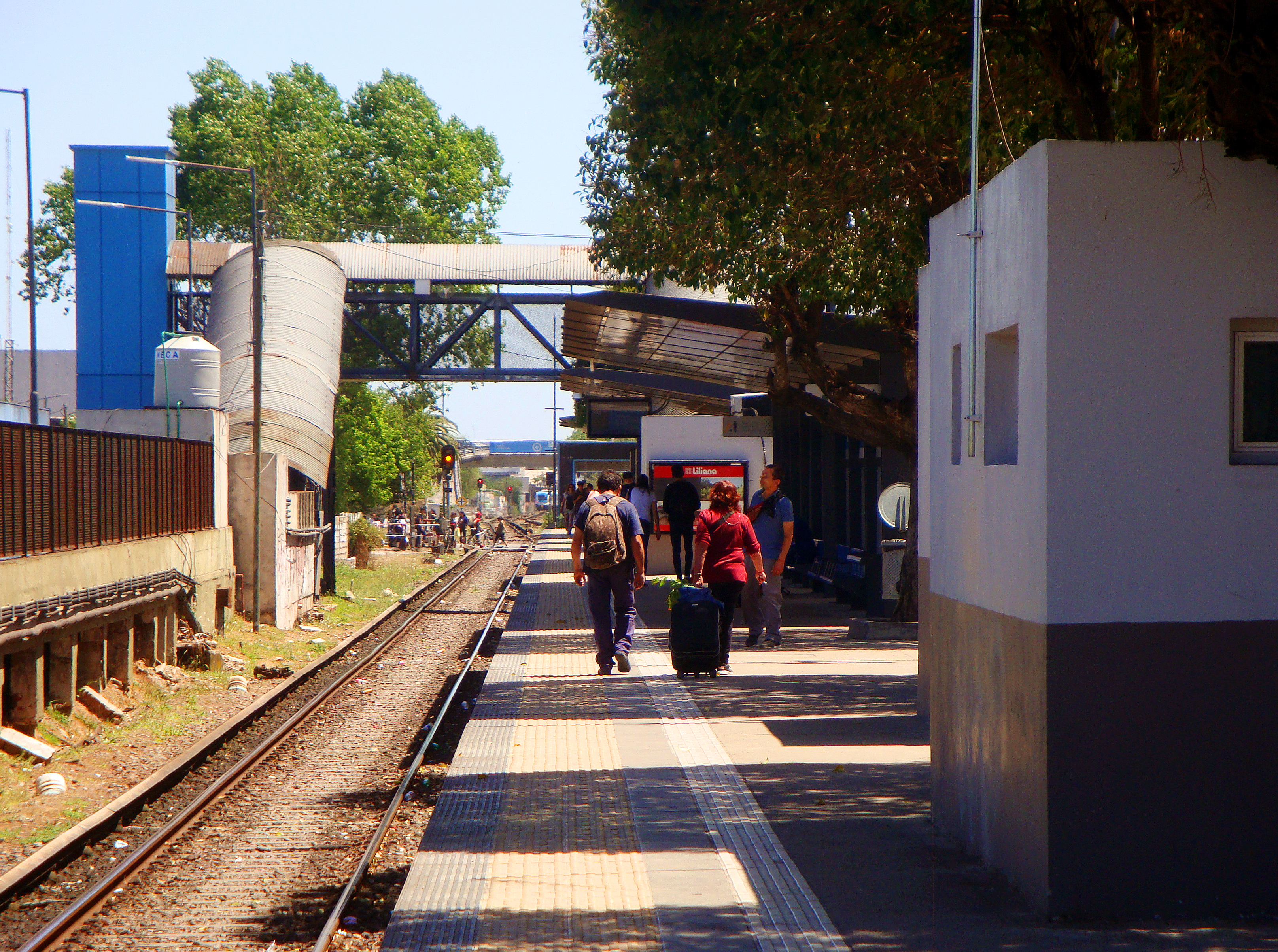
Lado en dirección a Moreno
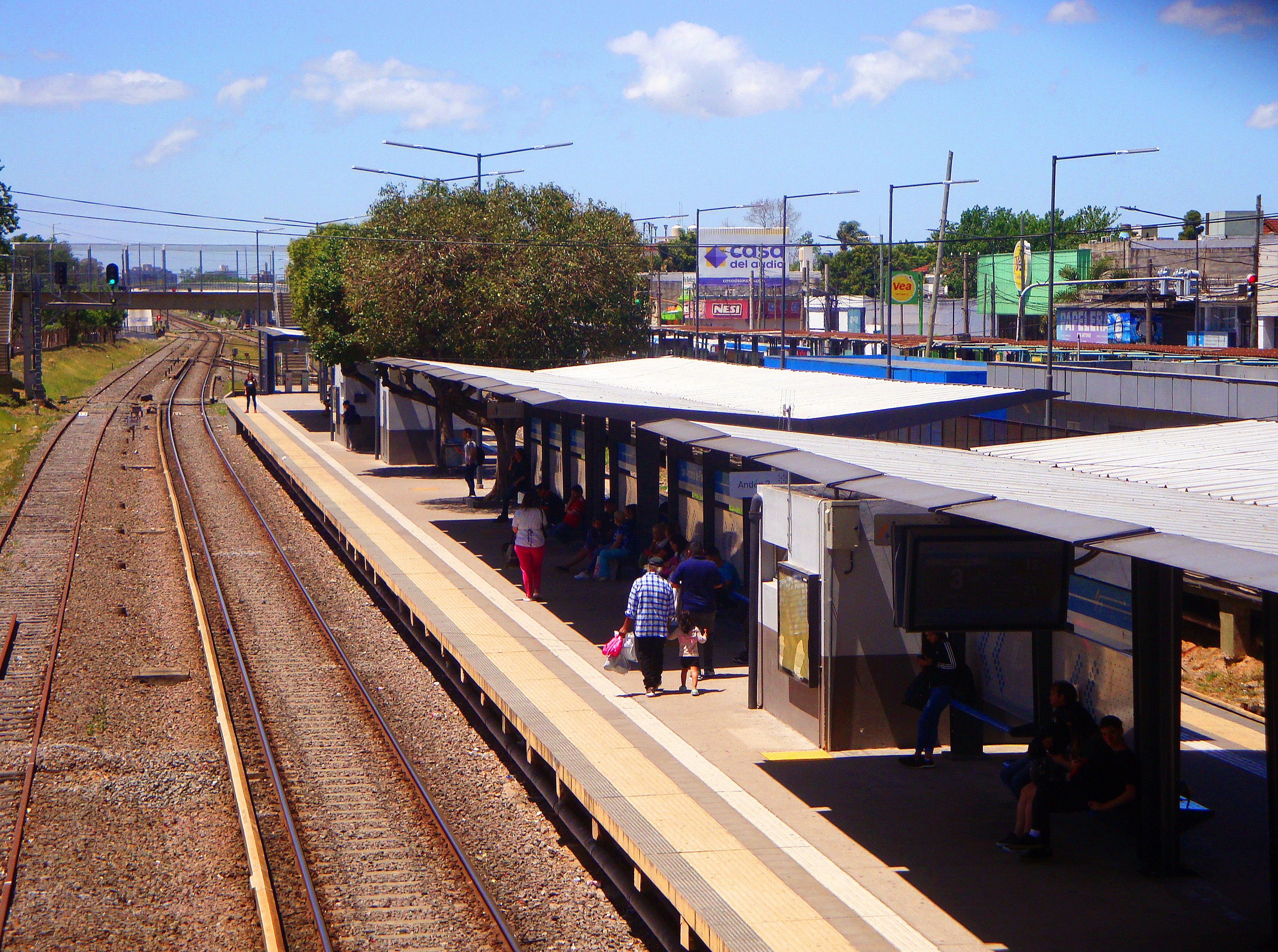
Vista del andén central
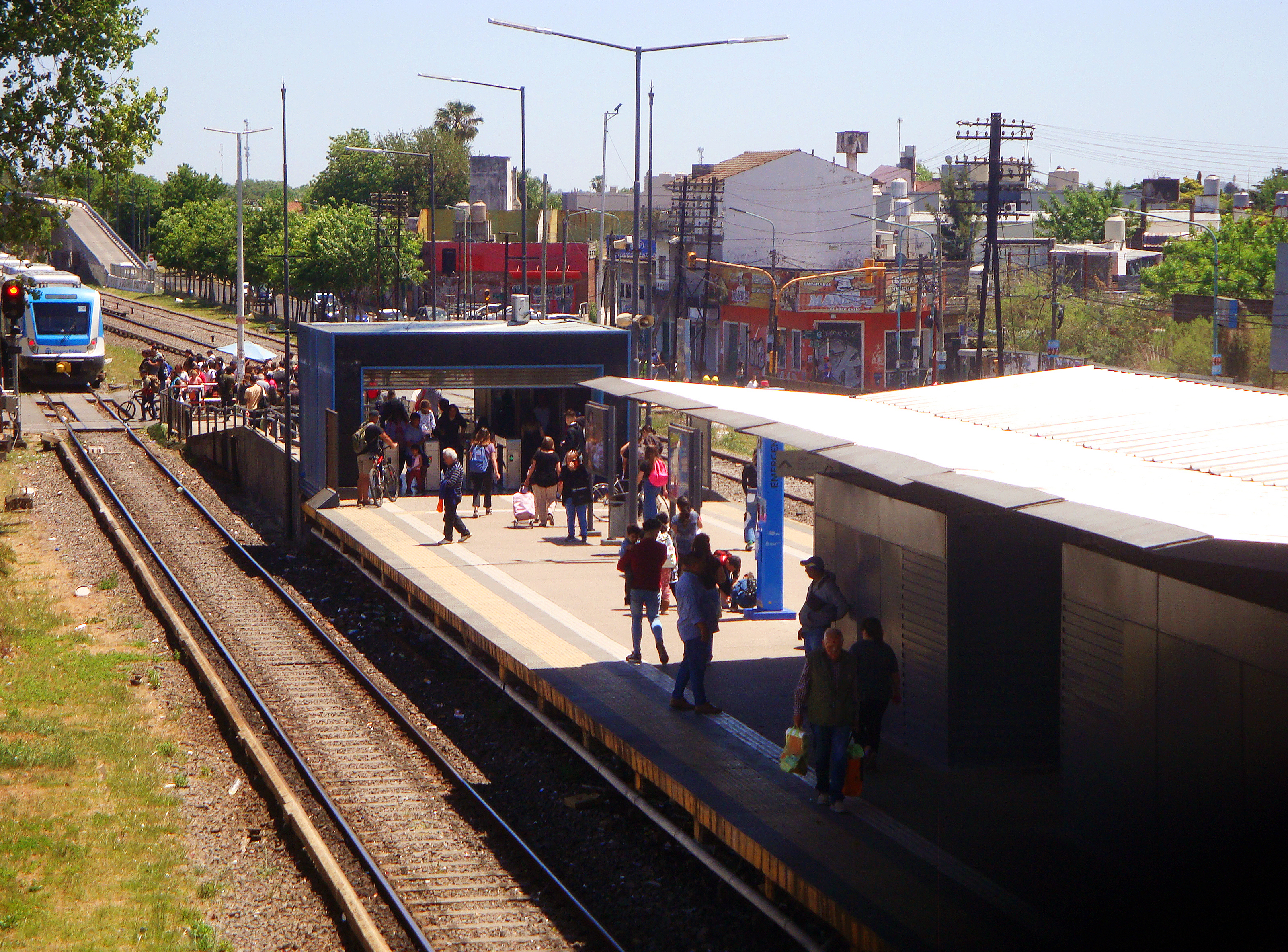
Vista del acceso central
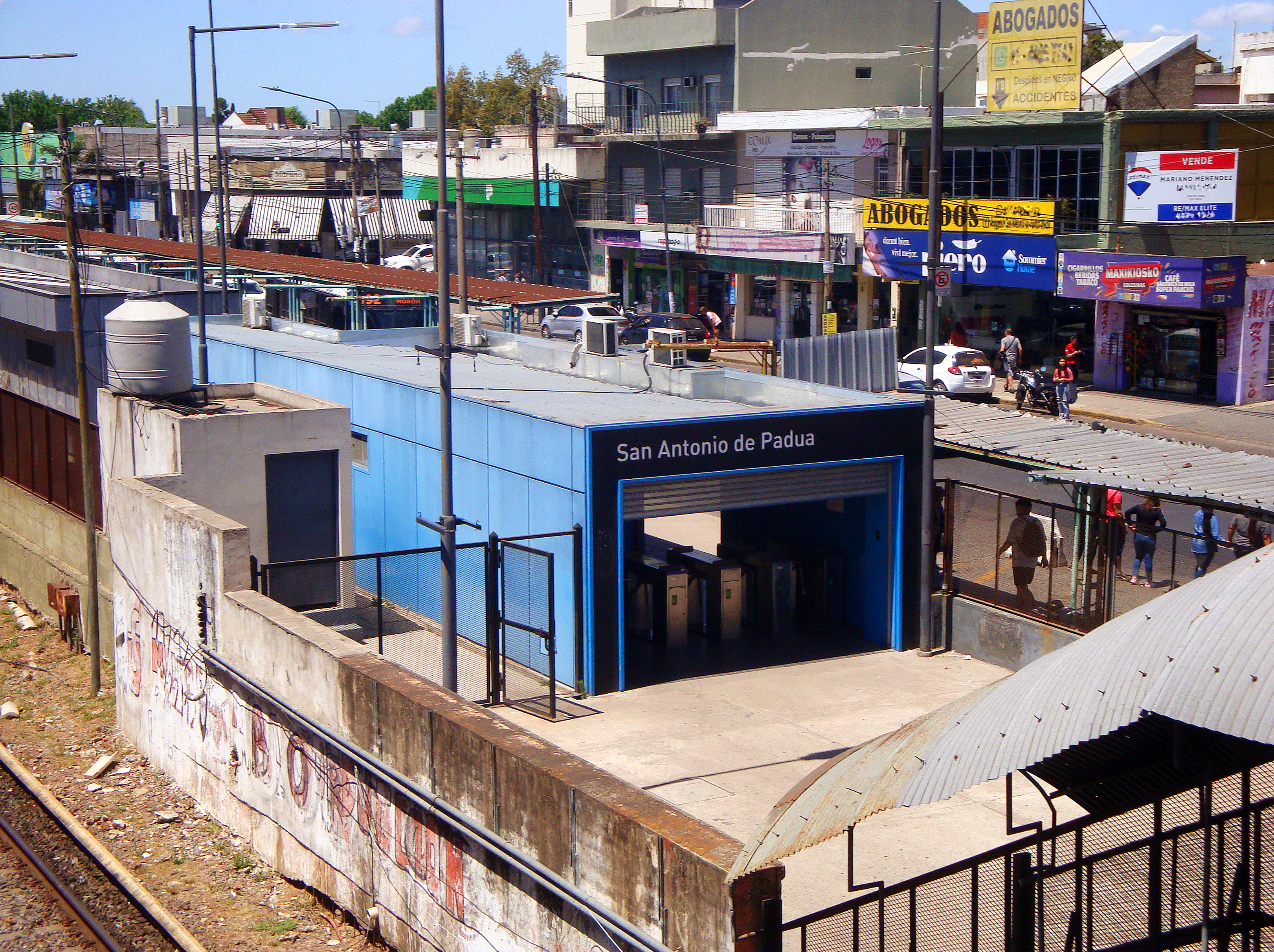
Acceso de la Av. Rivadavia
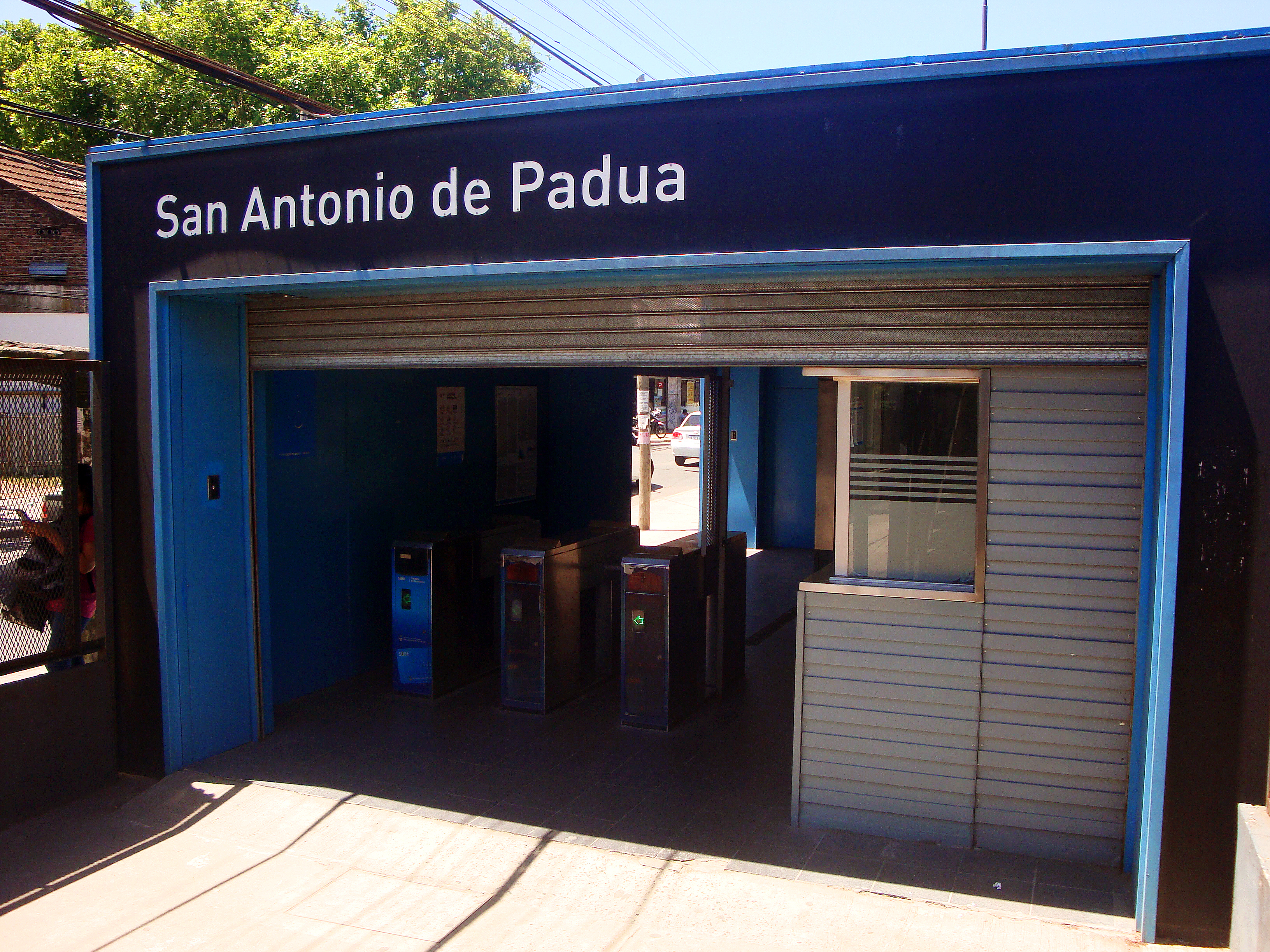
Acceso de la calle Belgrano
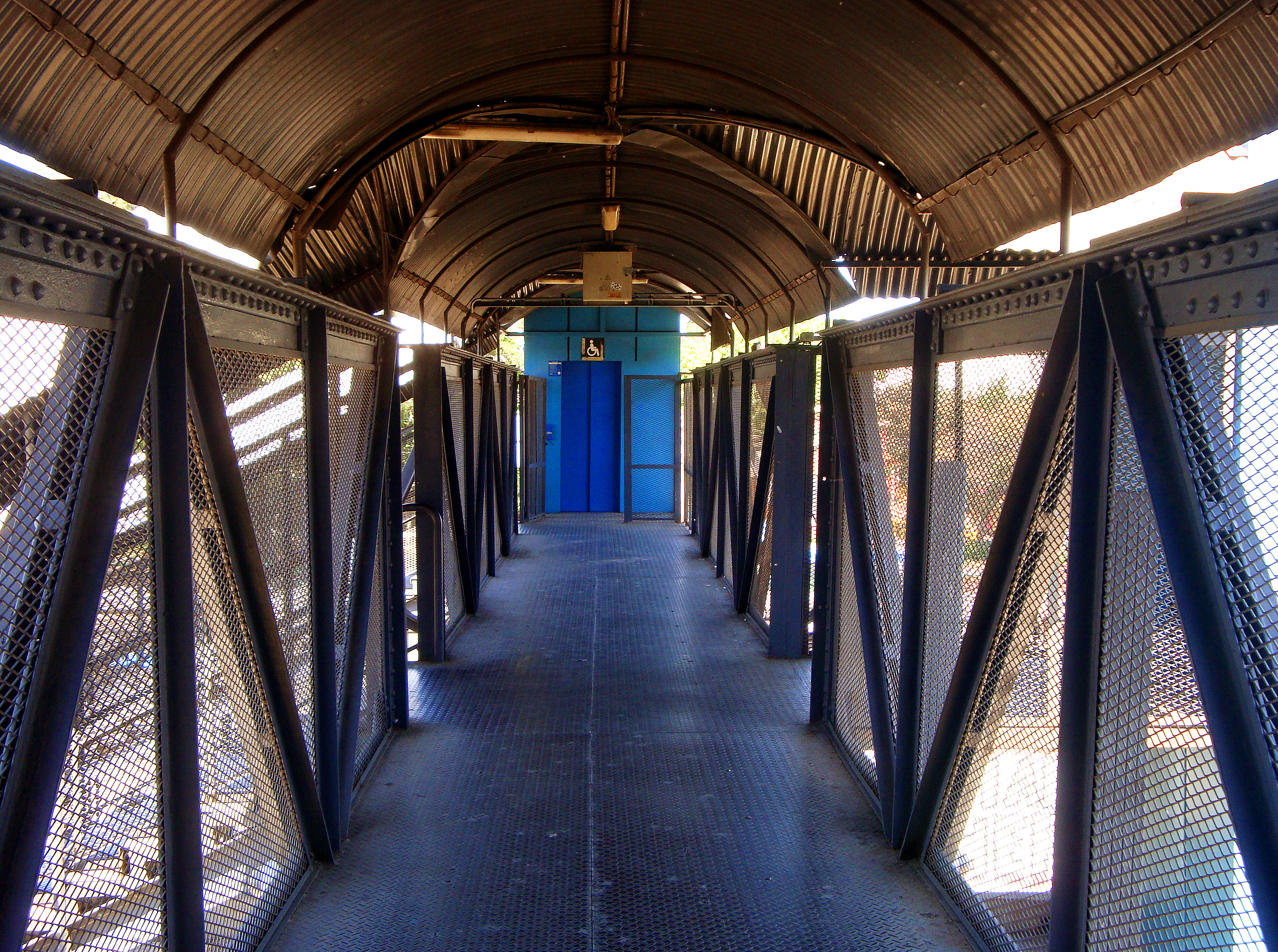
Interior del puente peatonal
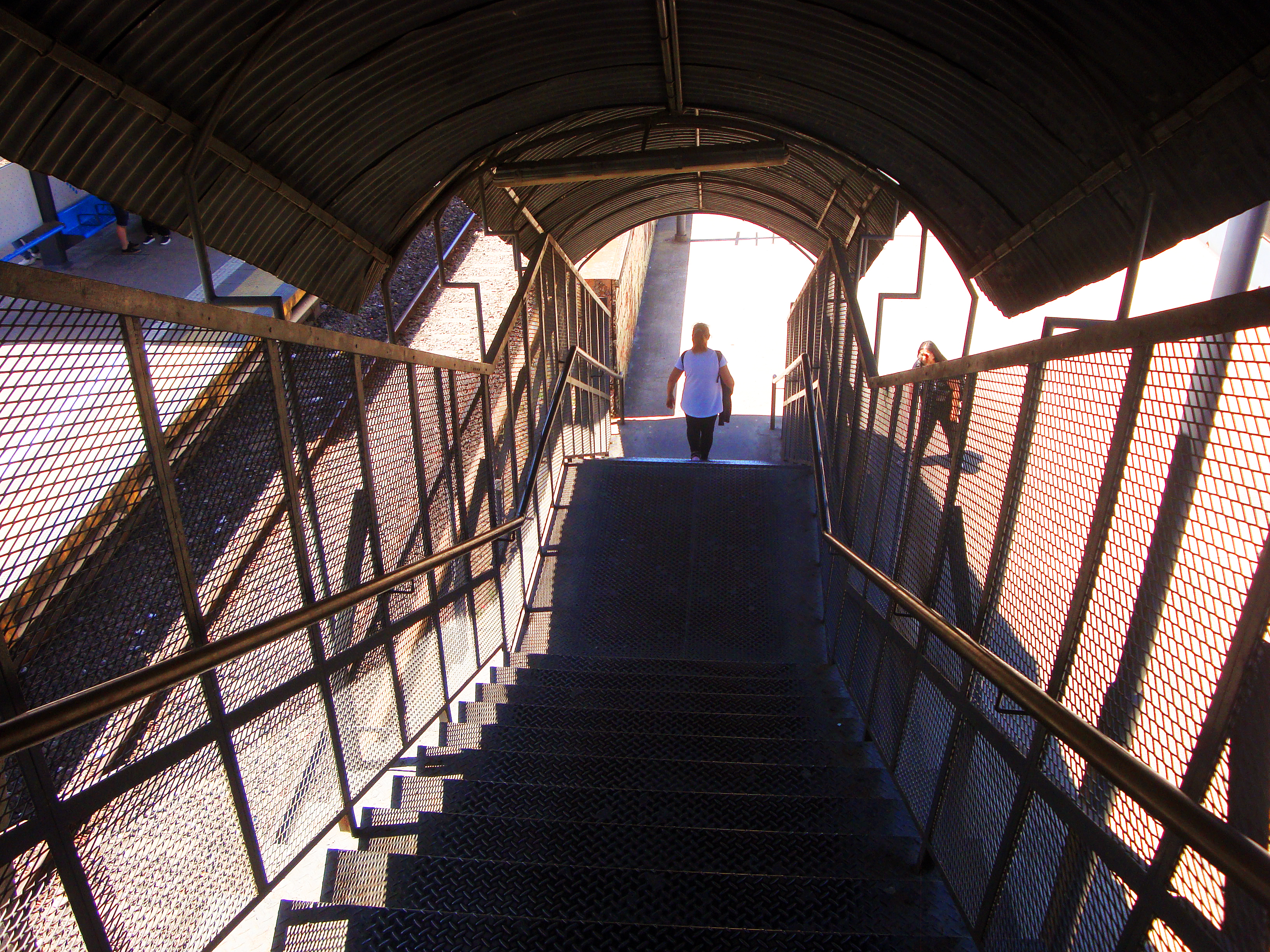
Detalle de una de las escaleras de acceso
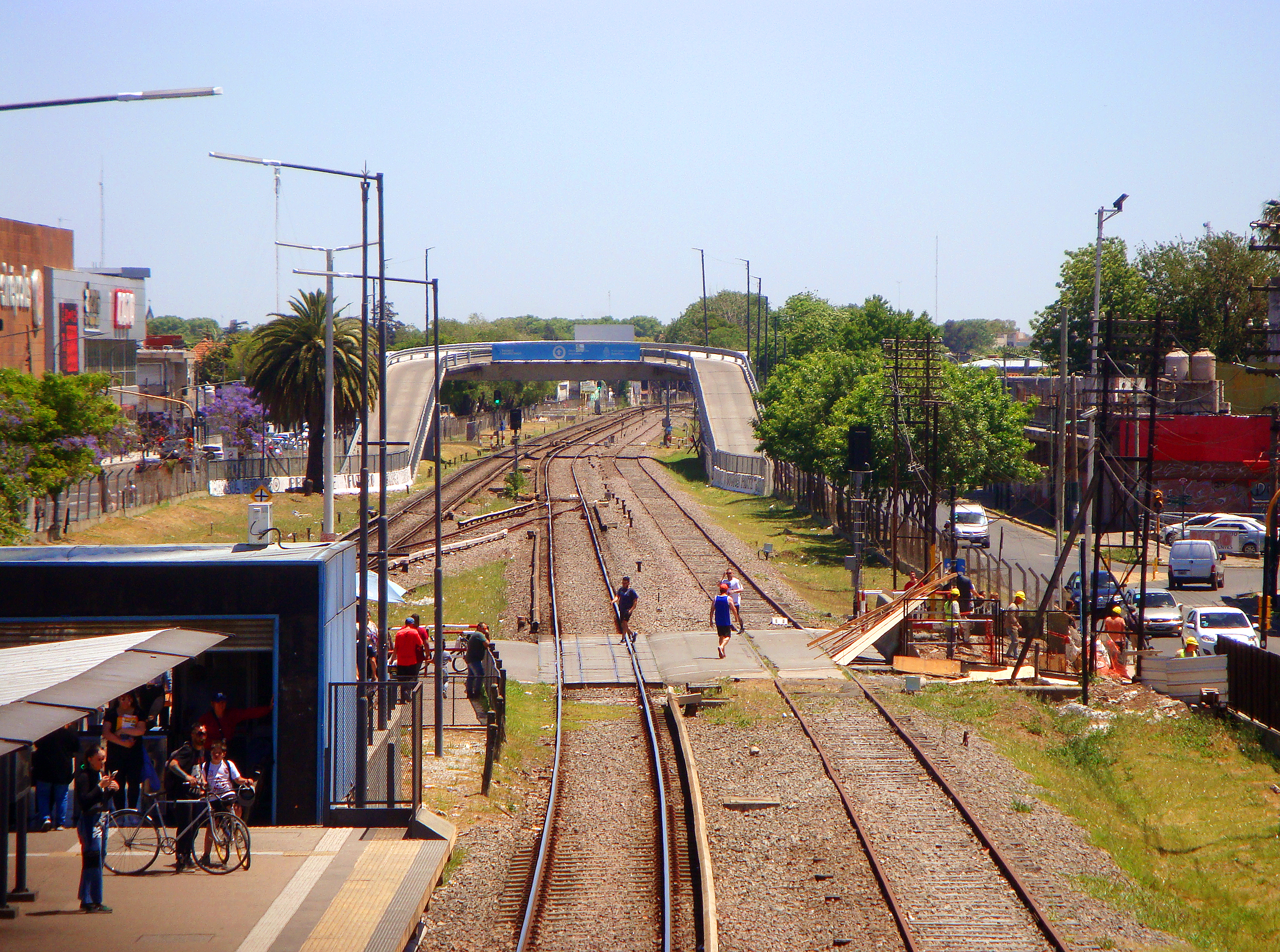
Panorama de las vías con vista hacia Merlo
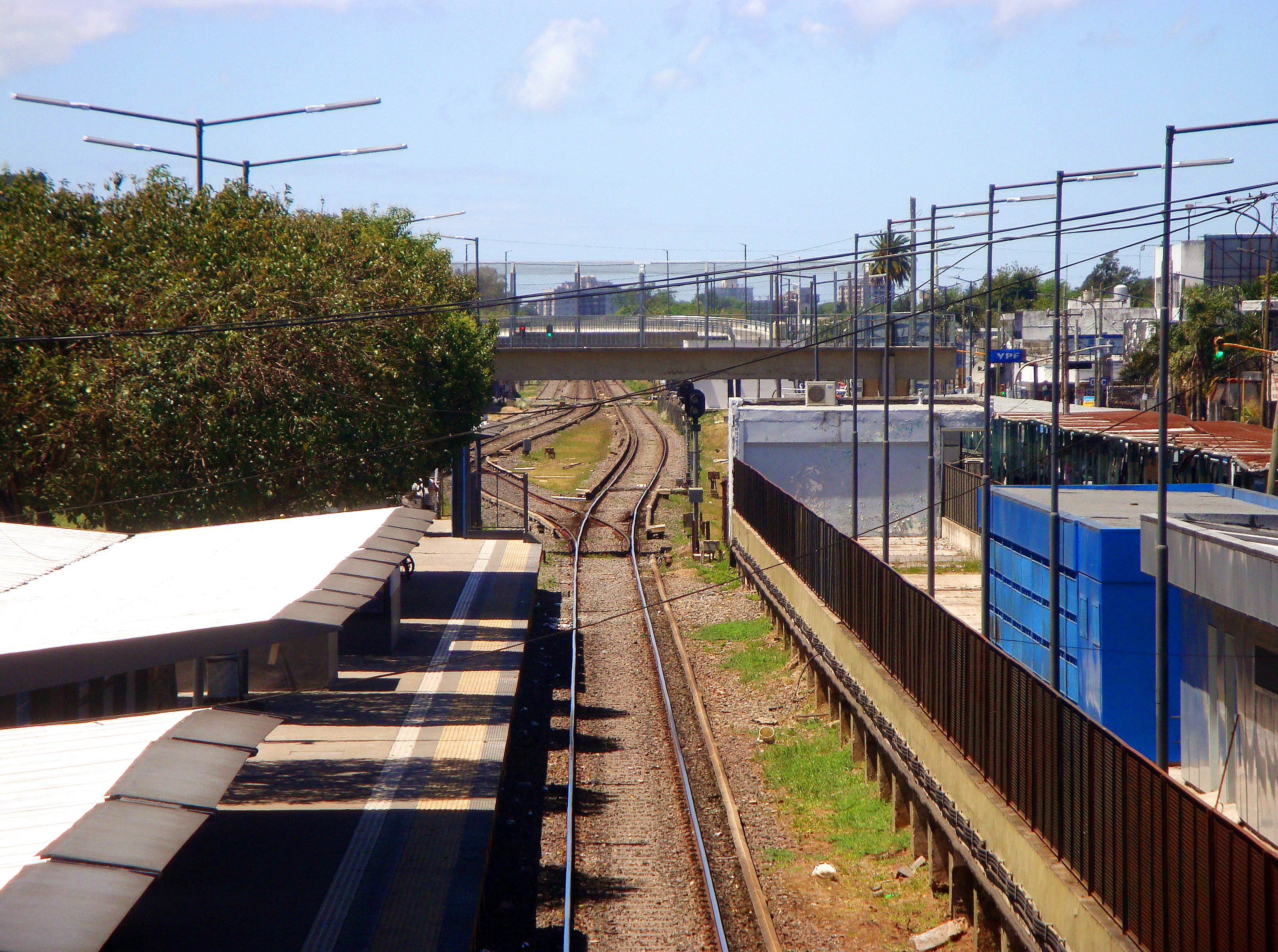
Panorama de las vías con vista hacia Ituzaingó
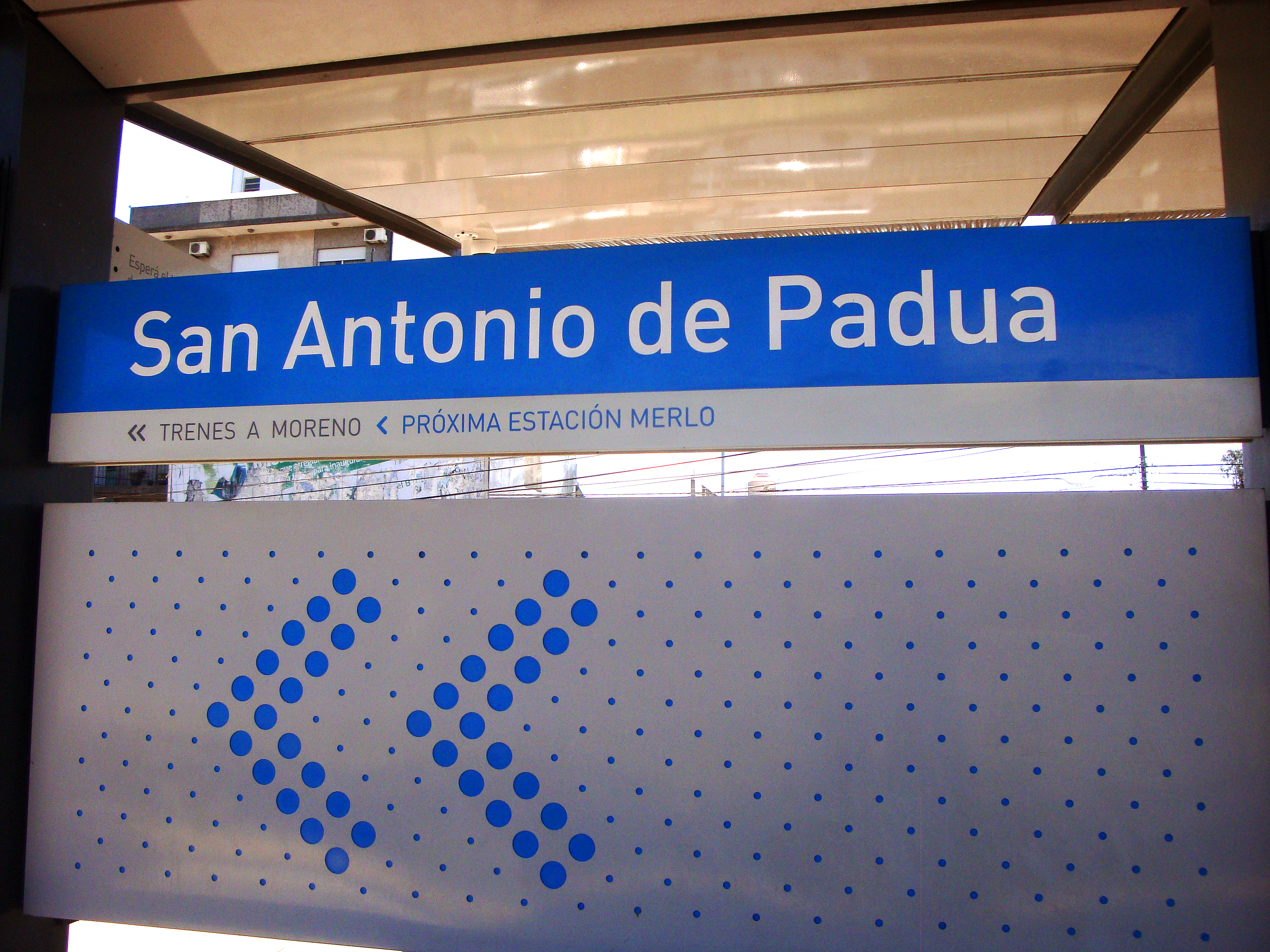
Señalética de la estación